# Adrien-Hubert Brué
Pour les articles homonymes, voir Brué.
Adrien-Hubert Brué, né à Paris le 20 mars 1786 et mort du choléra le 16 juillet 1832 à Sceaux, est un cartographe français.

## Biographie

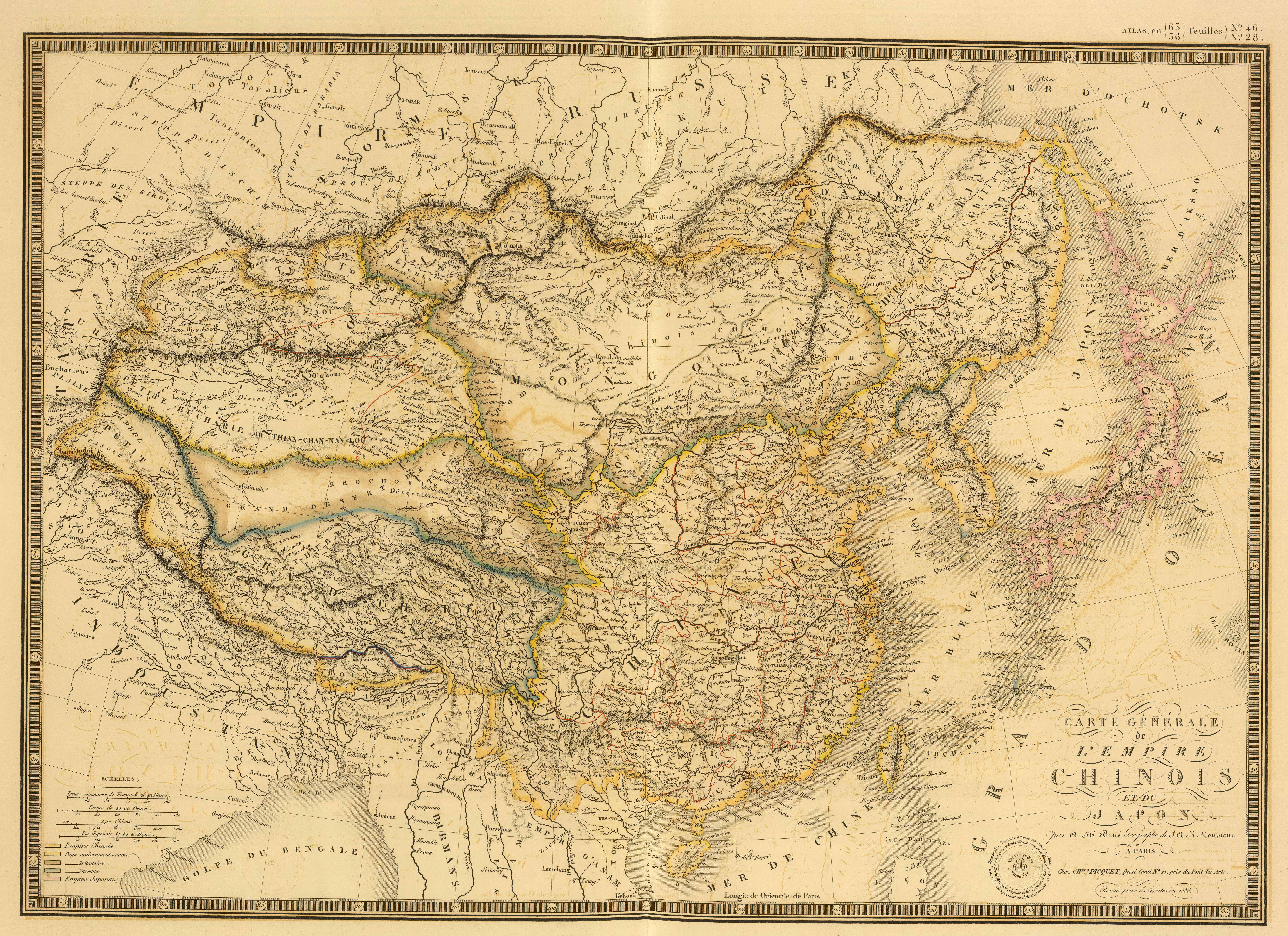
Carte générale de l'Empire chinois et du Japon d'Adrien-Hubert Brué, publiée en 1836 à Paris

Il est mousse sur divers navires à partir de l'âge de douze ans. Il embarque à quatorze ans comme mousse de deuxième classe à bord du Naturaliste qui fait partie de l'expédition Baudin (1800-1804) vers les mers du Sud et la Nouvelle-Hollande (Australie) et qui est commandé au début de l'expédition par le capitaine Hamelin et à la fin de l'expédition par Louis de Freycinet.
Il a donné divers atlas et des cartes spéciales également remarquables par la pureté de la gravure et l'exactitude des renseignements.
Son ouvrage principal est son Atlas universel : publié d'abord en 1820, en 36 cartes. Cet atlas a été graduellement augmenté par lui et par Charles Picquet.
Brué dessinait directement sur cuivre (en grec:cypros). Il a donné aux cartes dressées par ce procédé le nom de cartes encyprototypes

## Nécrologie de Larenaudière
« Le choléra qui semble frapper toutes les sommités de la science, vient de faire éprouver à la géographie une de ces pertes qui laissent après elle un vide immense. M. Adrien Brué, géographe du roi, dont la santé était depuis long-temps altérée et qui s'était retiré à Sceaux pour respirer un air plus pur, y a succombé à une violente attaque de l'épidémie régnante. L'Europe savante l'avait proclamé l'un des cartographes les plus distingués de l'époque actuelle. Il était membre de la commission centrale de la société de géographie de Paris, et associé de la société géographique de Londres. Ces deux compagnies savantes trouvaient en lui un ami zélé de la science, un critique profond et sans passion, toujours prêt à éclairer la discussion de ses lumières et rempli d'obligeance pour ses collègues ; M. Brué avait beaucoup navigué, il faisait partie de l'expédition du capitaine Baudin ; il avait visité les mers du nord ainsi que les parages de l'Afrique occidentale, et rapporté de ses voyages une véritable passion pour la science qui devait illustrer sa vie. À son arrivée à Paris, il débuta par appliquer à la confection des cartes cet ingénieux procédé du dessin sur le cuivre même, qui assure plus d'exactitude et permet de donner aux contours plus de finesse, de netteté, de modifier convenablement le système orographique ou le relief du terrain, de marquer par un trait plein les divers cours d'eau et d'établir ainsi, au premier coup-d'œil, leur rapport de volume. Les premières cartes de M. Brué, les cinq parties du monde tracées d'après cette méthode annoncent un géographe consciencieux. L'Océanie était supérieure aux autres par l'heureux emploi des matériaux alors réunis. M. Brué sentit que des études plus profondes lui restaient à faire. Il ne recula ni devant le travail le plus opiniâtre, ni devant aucun sacrifice d'argent. Il conçut le plan d'un atlas universel, destiné à reproduire sans cesse les progrès de la géographie par le remplacement successif des cartes, à mesure que de nouveaux documens venaient à modifier le tracé général, ou les points principaux, ou seulement les détails les plus importans. C'était là des vues toutes désintéressées, mais un fort mauvais calcul commercial. Pour n'être pas entravé dans cette marche généreuse par les prudentes observations et les résistances d'un marchand de cartes, M. Brué résolut de faire les frais de son atlas, qui se compose aujourd'hui de 65 cartes. C'est la réunion la plus complète que nous ayons, en France, et l'ensemble le plus satisfaisant, le plus propre à diriger l'instruction. Quelques-unes de ces cartes ont été plusieurs fois reproduites par leur auteur avec de notables améliorations, d'autres ont été ajoutées comme développement. Ce n'est pas le lieu d'examiner ici leur mérite respectif, nous nous livrerons plus tard à cet examen, dont la mémoire du célèbre géographe n'a rien à redouter.
M. Brué laisse plusieurs ouvrages inachevés. De ce nombre est son grand et beau travail sur l'Amérique du sud : sa belle carte des États-Unis est heureusement terminée. Il se proposait de publier une grande carte d'Afrique, enrichie de toutes les nouvelles découvertes. Celles de M. Douville dans le Congo devaient y figurer avec d'autant plus d'exactitude, que M. Brué avait fait une étude toute spéciale de l'itinéraire de ce voyageur célèbre, et que la carte qui accompagne sa relation est la dernière production du grand géographe dont nous déplorons la perte prématurée.
M. Brué est mort le 16 juillet, à l'âge de quarante-six ans. Victime de son assiduité et de sa persévérance au travail, il emporte les regrets de tous ceux qui l'ont connu et de tous les amis de la géographie. »

— Larenaudière  Nouvelles annales des Voyages et des sciences géographiques, tome troisième de l'année 1832, pp. 160-161.

## Œuvre
- Atlas universel de géographie physique, politique, ancienne et moderne. Paris, chez l'Auteur, 1830.
- Carte physique et politique de l'Asie, revue et augmenté par l'Éditeur d'après de nouveaux, etc., Paris u.a., 1829[2]
- Carte générale des États-Unis mexicains et des Provinces-Unies de l'Amérique Centrale, 1825  [3]

Autres 